# Neckar-Zeitung
Die Neckar-Zeitung war eine in Heilbronn erscheinende regionale Tageszeitung, die unter diesem Titel von 1861 bis 1934 erschien. Ein Vorläufer der Neckar-Zeitung war erstmals 1744 erschienen, und ein Nachfolgetitel erschien noch bis 31. Juli 1937. Überregional bedeutend war die Zeitung in den Jahren 1902 bis 1919, als nacheinander Ernst Jäckh, Theodor Heuss und Erich Schairer Chefredakteure der damals äußerst politischen Tageszeitung waren.

## Geschichte

### Vorläufer des Tagblatts 1744 bis 1848

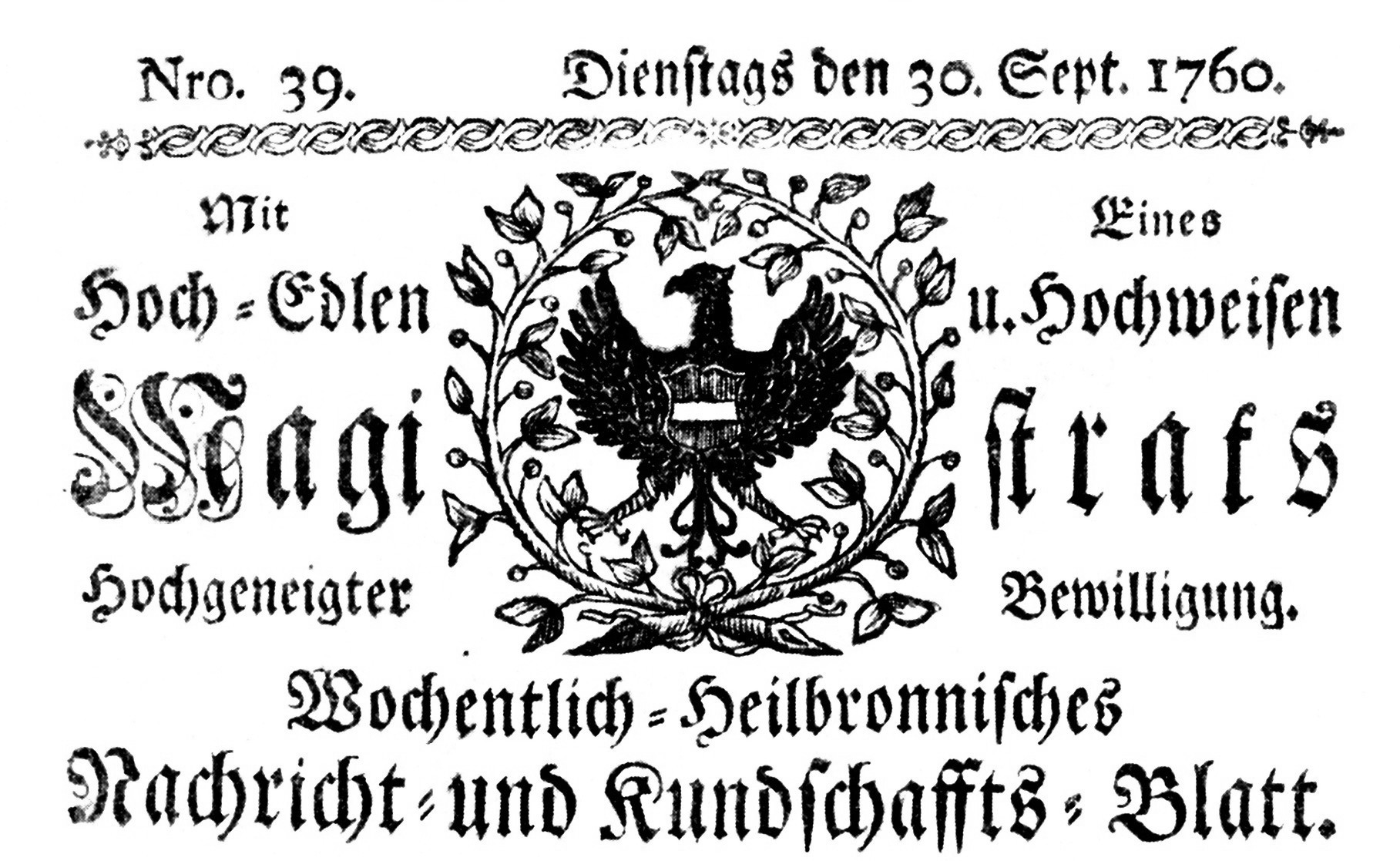
Wochentlich-Heilbronnisches Nachricht- und Kundschaffts-Blatt

Seit der Erfindung des Buchdrucks bis weit ins 19. Jahrhundert durfte in Heilbronn nur gedruckt werden, was vom Rat der Stadt genehmigt war. Als so konzessionierte Zeitung erschien erstmals am Mittwoch, dem 1. Januar 1744 das Wochentlich-Heilbronnische Nachricht- und Kundschaffts-Blatt im Verlag des aus Arnstadt stammenden Verlegers Johann Christian Leucht, der seit 1710 in Heilbronn eine Druckerei betrieb und ab 1732 Mitglied des Großen Rats war. Seine Druckerei brannte 1743 ab, doch er baute sie umgehend wieder auf und beantragte noch am 24. Dezember 1743 den Druck eines wöchentlichen „Kundschafftsblättleins“, was ihm bereits am 28. Dezember bewilligt wurde, worauf vier Tage später die erste Ausgabe erschien. Die Zeitung führte das reichsstädtische Wappen im Kopf und veröffentlichte überwiegend obrigkeitliche Verordnungen nebst unterhaltsamen und belehrenden Artikeln. 1752 ging die Zeitung an Leuchts Schwiegersohn Allinger über und von diesem auf dessen Schwiegersohn Johann Christian, unter dem die Zeitung von 1780 an Heilbronner Wochenblatt hieß. Nach Johann Christians gewaltsamem Tod 1799 (er wurde von einem betrunkenen Soldaten getötet) ging die Zeitung an Allingers Sohn Georg über, der sich 1801 den aus Schillingsfürst stammenden Carl Schell als Teilhaber holte. Unter diesem Verlegerpaar, später alleinig unter Schell und dessen Nachfahren, hieß die Zeitung ab 1801 Heilbronnsches Intelligenzblatt. Nach dem Übergang der Stadt Heilbronn zu Württemberg und der Erhebung Württembergs zum Königreich 1806 trat das württembergische Wappen an die Stelle des reichsstädtischen Adlers im Kopf der Zeitung. Der Titel wurde geringfügig in Heilbronner Intelligenzblatt geändert. Am 1. August 1844 wurde die Zeitung unter dem Titel Intelligenz-Blatt von Heilbronn Amtsblatt für die Oberamtsbezirke Heilbronn, Besigheim, Brackenheim, Neckarsulm und Weinsberg sowie den großherzoglich hessischen Kreis Wimpfen. 1838 war bereits kurz der Untertitel Heilbronner Tagblatt aufgetaucht, der ab der Formatänderung 1848 zum neuen Haupttitel wurde.

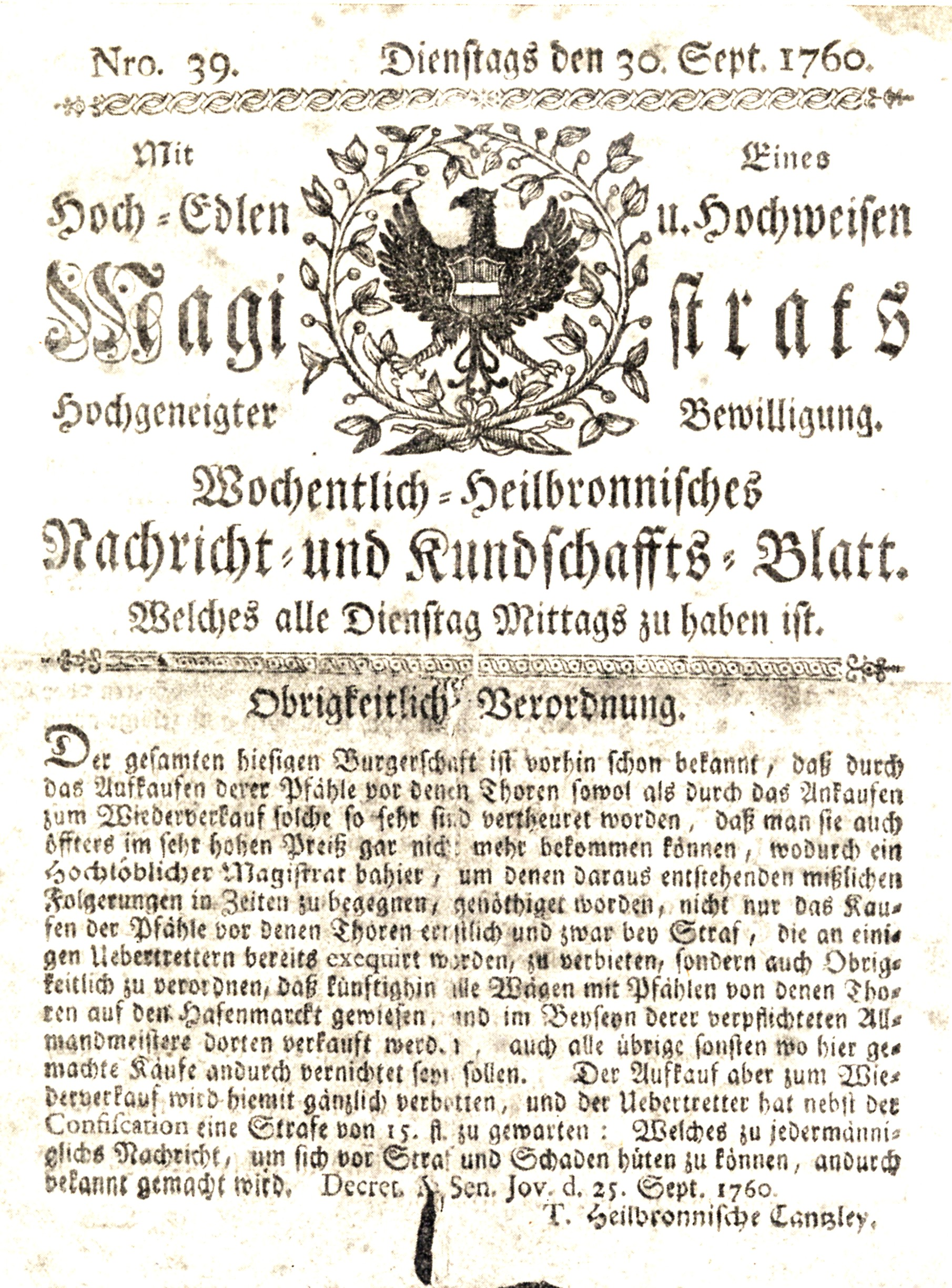
Blatt 1760
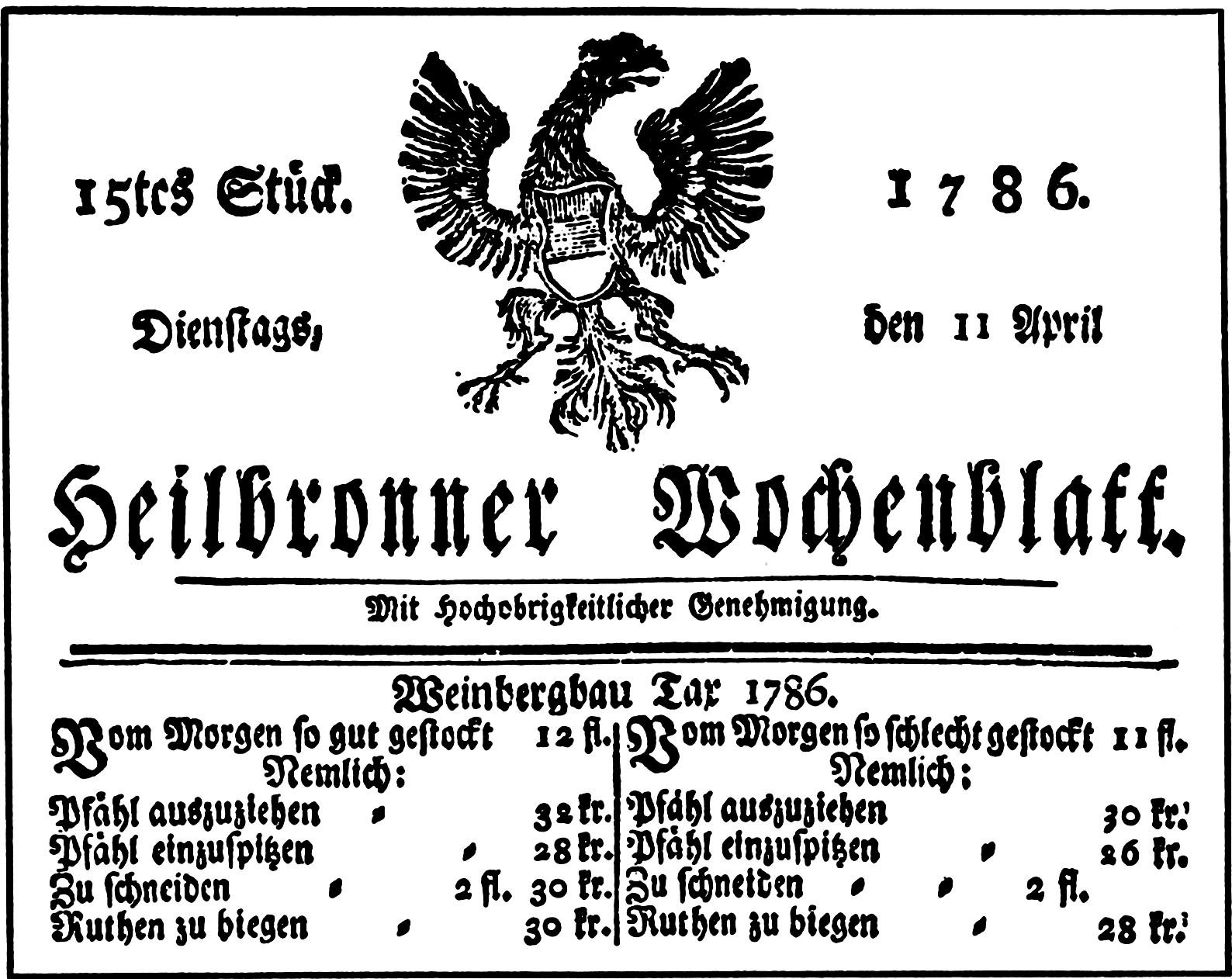
Heilbronner Wochenblatt
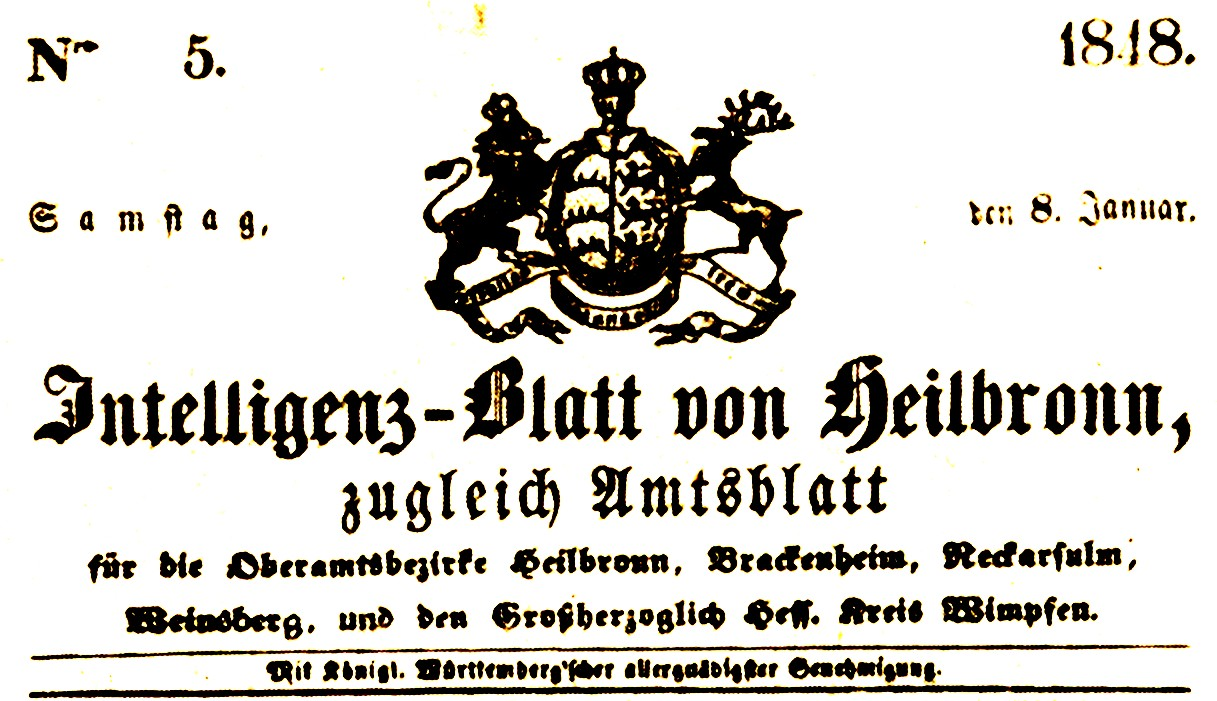
Intelligenz-Blatt von Heilbronn

### Heilbronner Tagblatt 1848 bis 1861

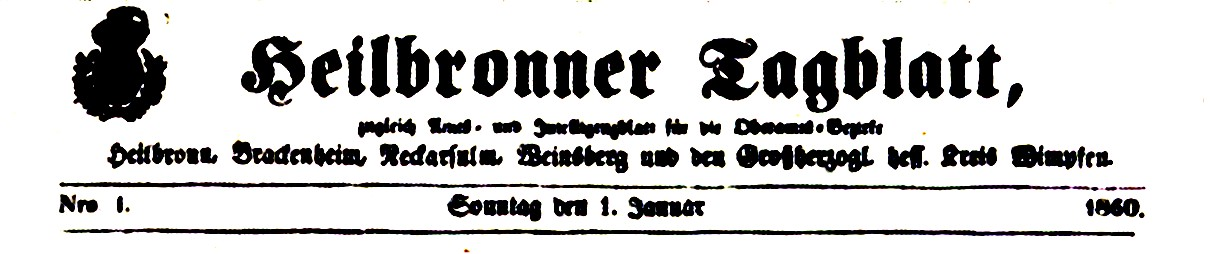
Heilbronner Tagblatt

Bis 1848 trug die Zeitung einen Hinweis auf die hochobrigkeitliche Genehmigung (u. ä.) im Untertitel. Erstmals beim Tagblatt entfiel dieser Hinweis. Freilich war die Zeitung nach wie vor das konservative Presseorgan der Stadt bzw. der Nationalliberalen Partei, dem das 1842 gegründete Neckar-Dampfschiff und seine Nachfolgeblätter als Oppositionsblatt gegenüberstand. Der Nachrichtenteil wurde erweitert und als belletristische Beilage gab es künftig das im Halbformat der Zeitung gedruckte „Unterhaltungsblatt“. Verleger war in dieser Zeit Moriz Schell (1810–1870), der die Zeitung von seiner Mutter, der Witwe Carl Schells, übernommen hatte.

### Neckar-Zeitung 1861 bis 1934

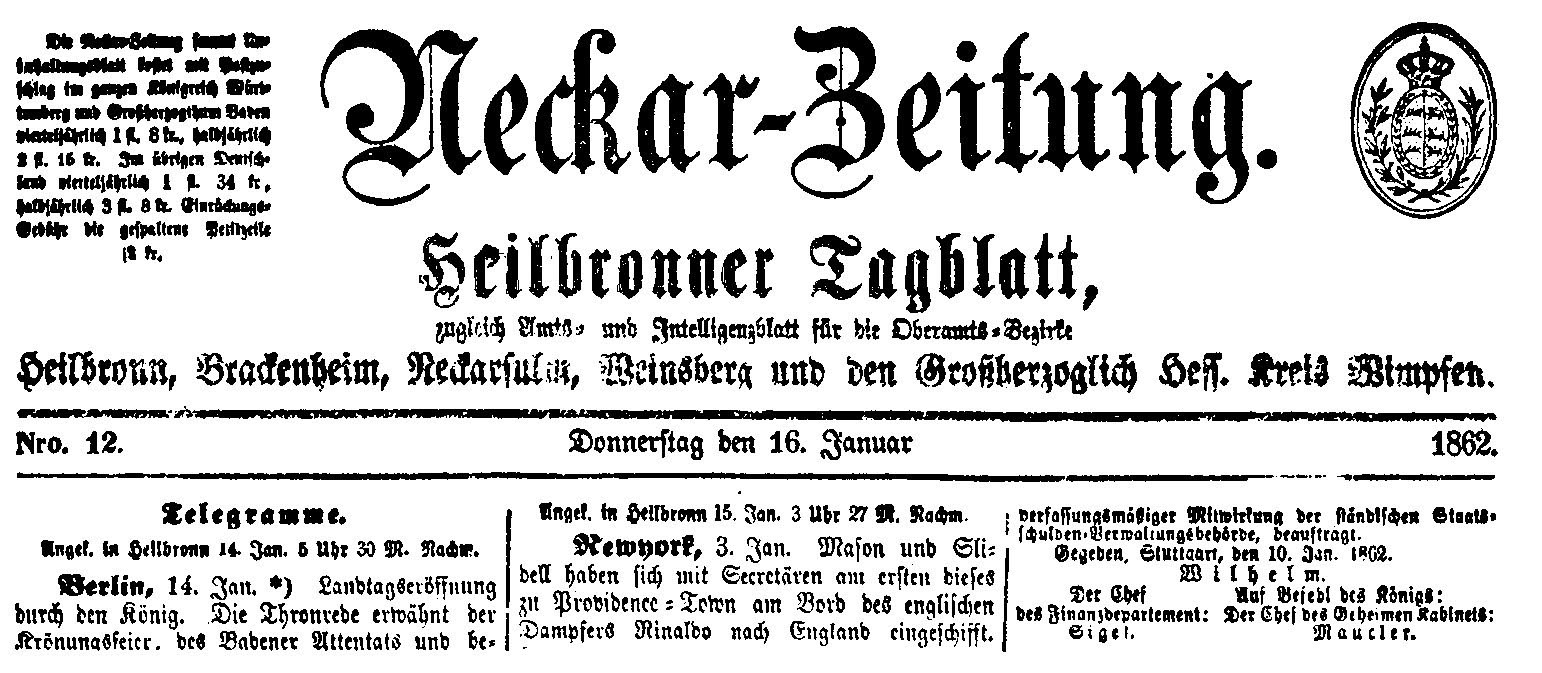
Neckar-Zeitung

Aus dem Tagblatt wurde 1861 die Neckar-Zeitung (Untertitel Heilbronner Tagblatt). Nach dem Tod von Moriz Schell übernahm dessen Sohn Hermann Schell den Verlag. 1885 trat Viktor Kraemer senior (1840–1911) als Teilhaber in den Verlag ein. Kraemer war seit 1870 in Heilbronn und hatte zuvor mit dem Fabrikanten Ernst Flammer eine Harzproduktefabrik gegründet. 1898 wurde Kraemer alleiniger Besitzer des Verlages, dessen Gebäude er 1899 bedeutend erweiterte.
Kraemer senior machte den damaligen Stuttgarter Korrespondenten der Zeitung, Ernst Jäckh, 1902 zum Chefredakteur und gestaltete die Zeitung zu einer überregional beachteten, politischen Tageszeitung um. Unter der Chefredaktion Jäckhs steigerte sich die Auflage von 1902 bis 1912 von 14.000 auf 20.000 Exemplare. Jäckh verbreitete in der Neckar-Zeitung die Ideen von Friedrich Naumann, außerdem machte er sich für die jungtürkische Bewegung unter Großwesir Talat Pascha stark, wofür er mehrere Reisen in die Türkei unternahm und von Kaiser Wilhelm II. und dem württembergischen König empfangen wurde. Jäckh verließ 1912 die Neckar-Zeitung, um in Berlin den Vorsitz des Deutschen Werkbundes und der Deutsch-türkischen Vereinigung zu übernehmen.
Nachfolger als Chefredakteur wurde 1912 Theodor Heuss, nun bereits unter dem Verleger Viktor Kraemer junior (1881–1937), der die Zeitung beim Tod seines Vaters 1911 übernommen hatte. Heuss war bereits seit 1902 Münchener Korrespondent der Zeitung, stammte ebenfalls aus dem Kreis um Naumann und seine Leitartikel als Chefredakteur zeichneten sich durch demokratische und humanistische Grundsätze aus. Im Juli 1917 folgte Heuss Jäckh nach Berlin zum Werkbund.
Ab 1. Januar 1918 war Erich Schairer (1887–1956) Chefredakteur. Auch er war wie Theodor Heuss zuvor Privatsekretär von Friedrich Naumann gewesen. Schairer vertrat deutlich sozialistische Ansichten, die ihn in Opposition zu Verleger Kraemer brachten, der sich im November 1919 von Schairer trennte. Nach einigen Jahren ohne Chefredakteur wurde 1926 Heinz Goldammer (1896–1978), zuvor bei der Braunschweigischen Landeszeitung, neuer Chefredakteur der Neckar-Zeitung. Der als liberal-demokratisch beschriebene Goldammer war schwerkriegsverletzt und widmete sich bevorzugt den Problemen der Arbeiter.
Nach der Machtübernahme durch die Nationalsozialisten konnte sich Kraemers Verlag noch einige Monate gegen die ansonsten bereits gleichgeschaltete Heilbronner Pressekonkurrenz halten. Am 19. November 1933 wurden Kraemer und Redakteur Hans Franke in ihren Wohnungen von Nationalsozialisten überfallen und misshandelt. Goldammer entging einem weiteren solchen Überfall nur durch Zufall. Kraemer entschloss sich, den Verlag zum 2. Februar 1934 an die Nationalsozialisten zu verkaufen. Nicht linientreue Mitarbeiter wie Chefredakteur Goldammer und Redakteur Franke wurden von diesen dann entlassen.

### Neckar-Zeitung und Morgenpost der NSDAP 1934 bis 1937
Nachdem der Verlag von der NSDAP übernommen worden war, wurden die ebenfalls dort erscheinenden Blätter Heilbronner Abend-Zeitung und Heilbronner General-Anzeiger zum 1. März 1934 eingestellt. Die Neckar-Zeitung erschien unter NS-Regie im Verlag des (1932 neu gegründeten) nationalsozialistischen Heilbronner Tagblatts zunächst weiter. Ab 1. Januar 1935 führte die Zeitung den Titel Heilbronner Morgenpost, wurde dann aber zum 31. Juli 1937 eingestellt.